# Beaugency
Beaugency là một xã trong tỉnh Loiret, thuộc vùng hành chính Centre-Val de Loire của nước Pháp, có dân số là 7106 người (thời điểm 1999). Xã nằm cạnh sông Loire, tròn 20 km về phía tây của Orléans.

Beaugency
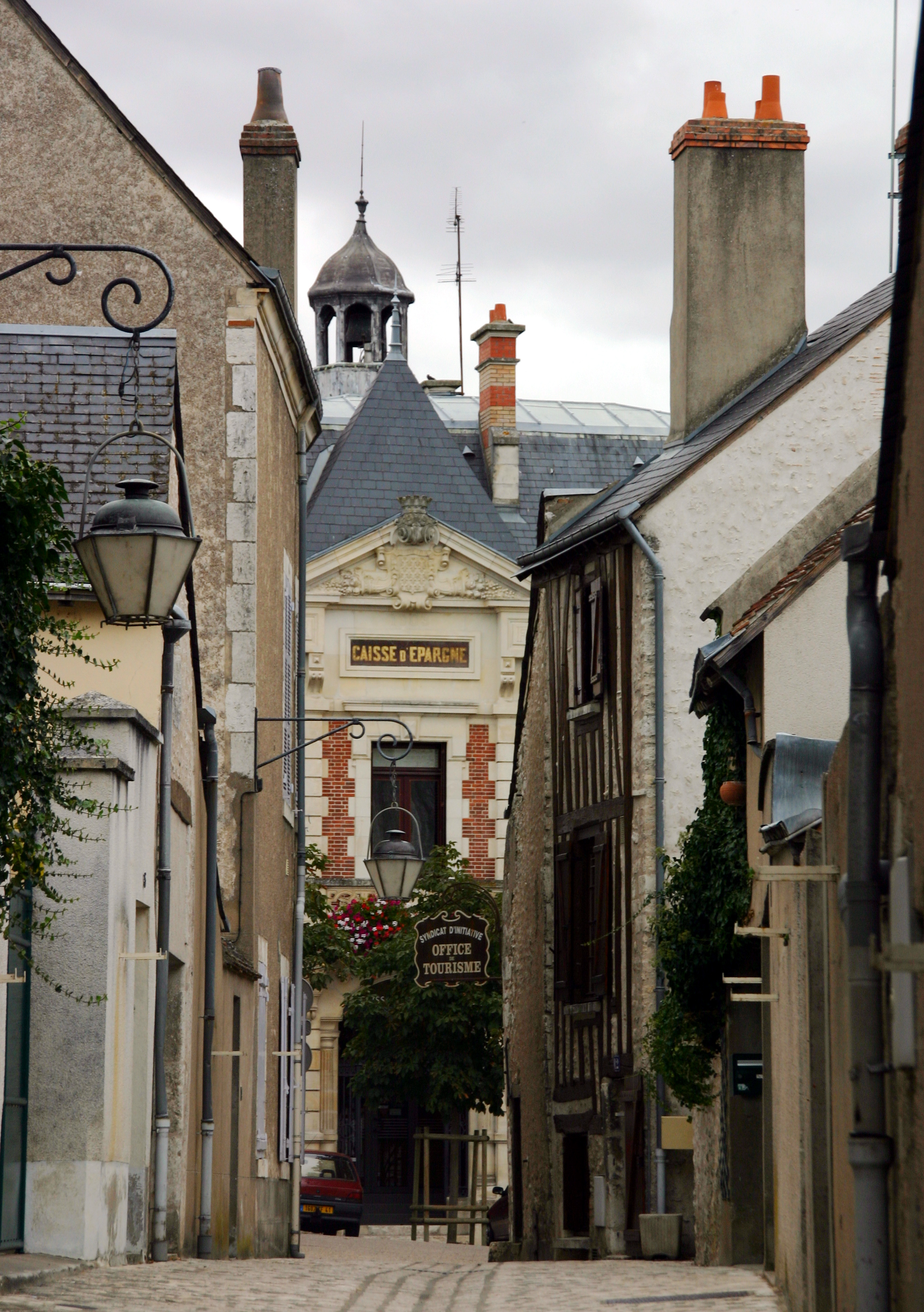
Beaugency
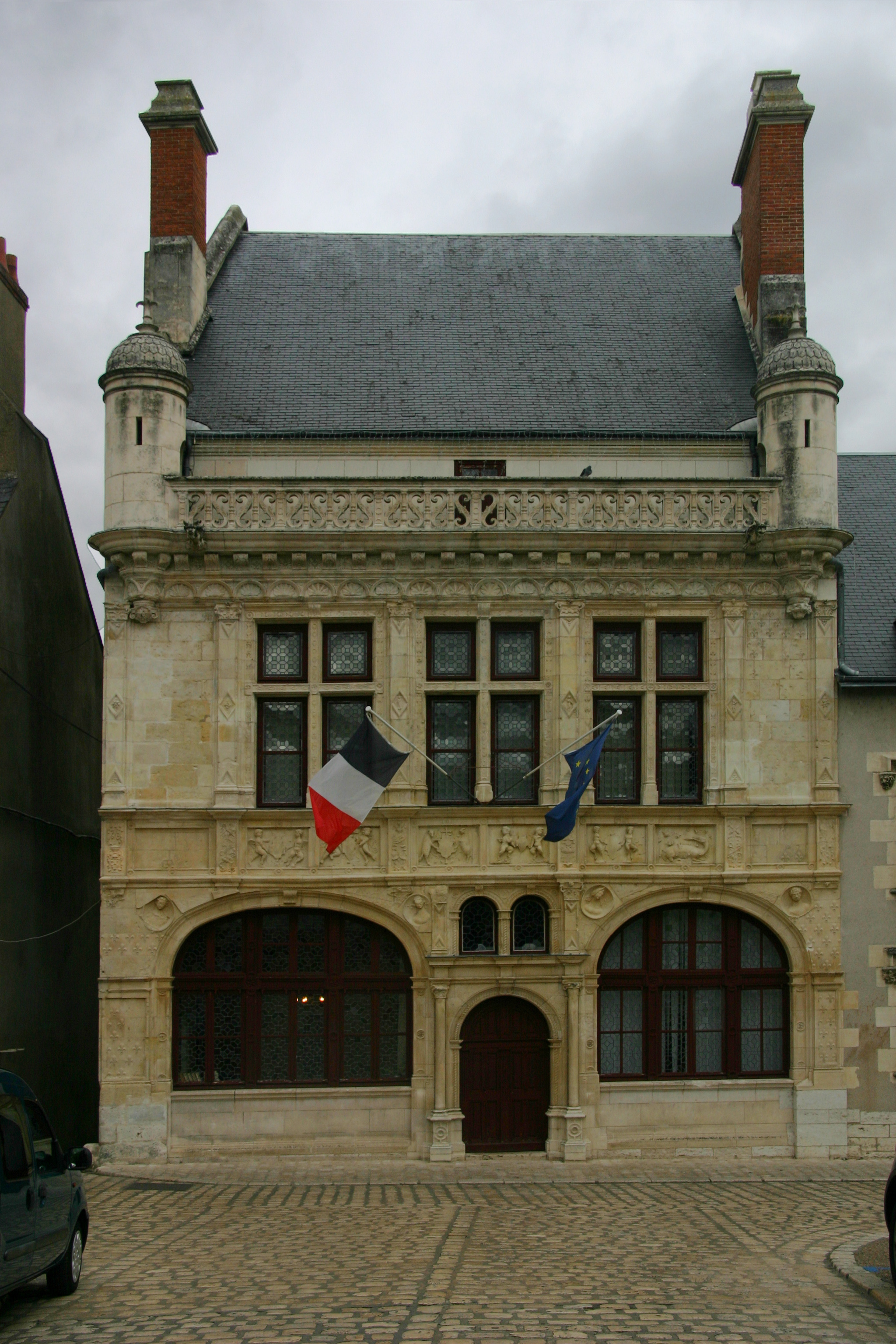
Mairie de Beaugency
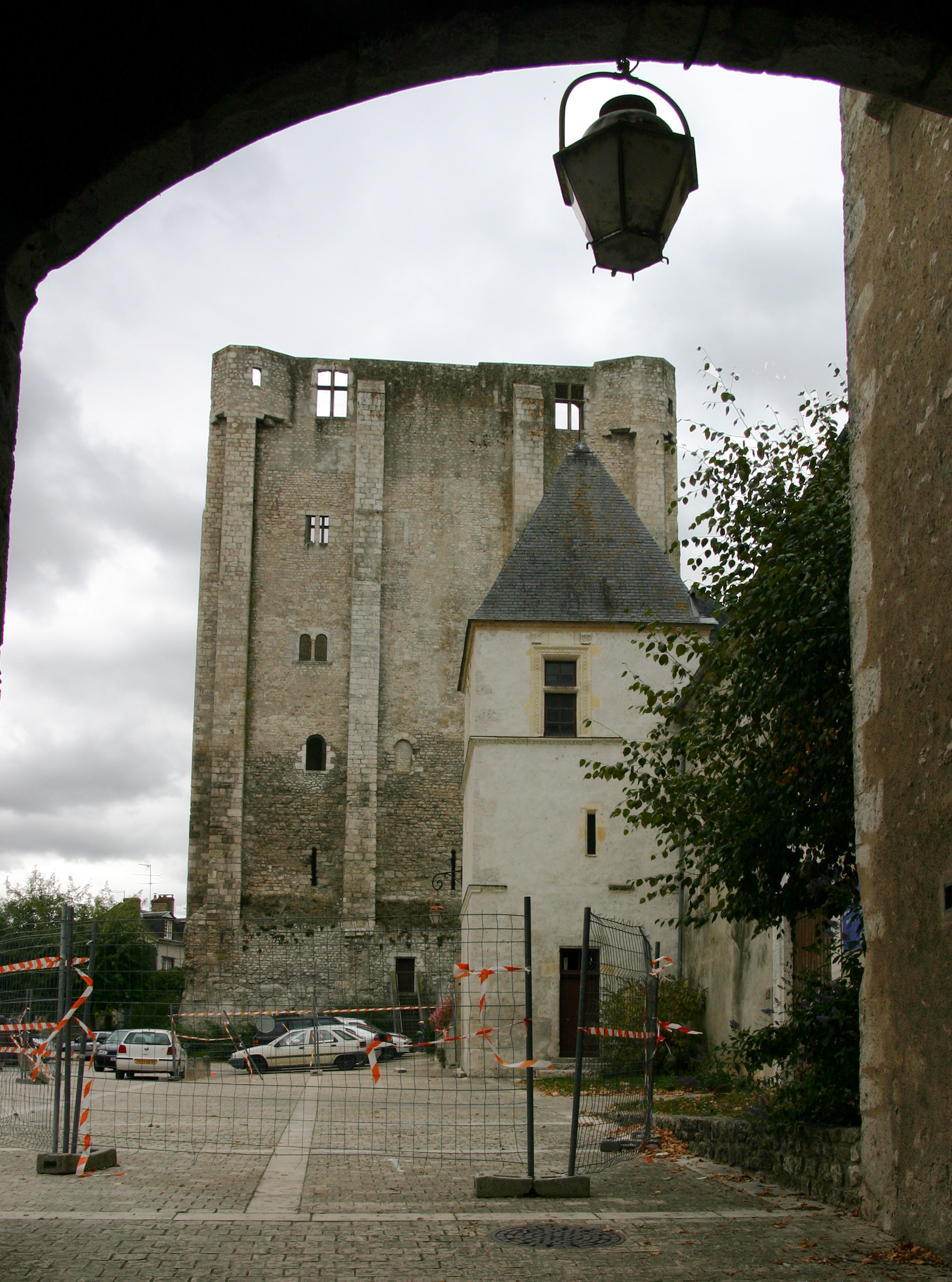
Tour de César
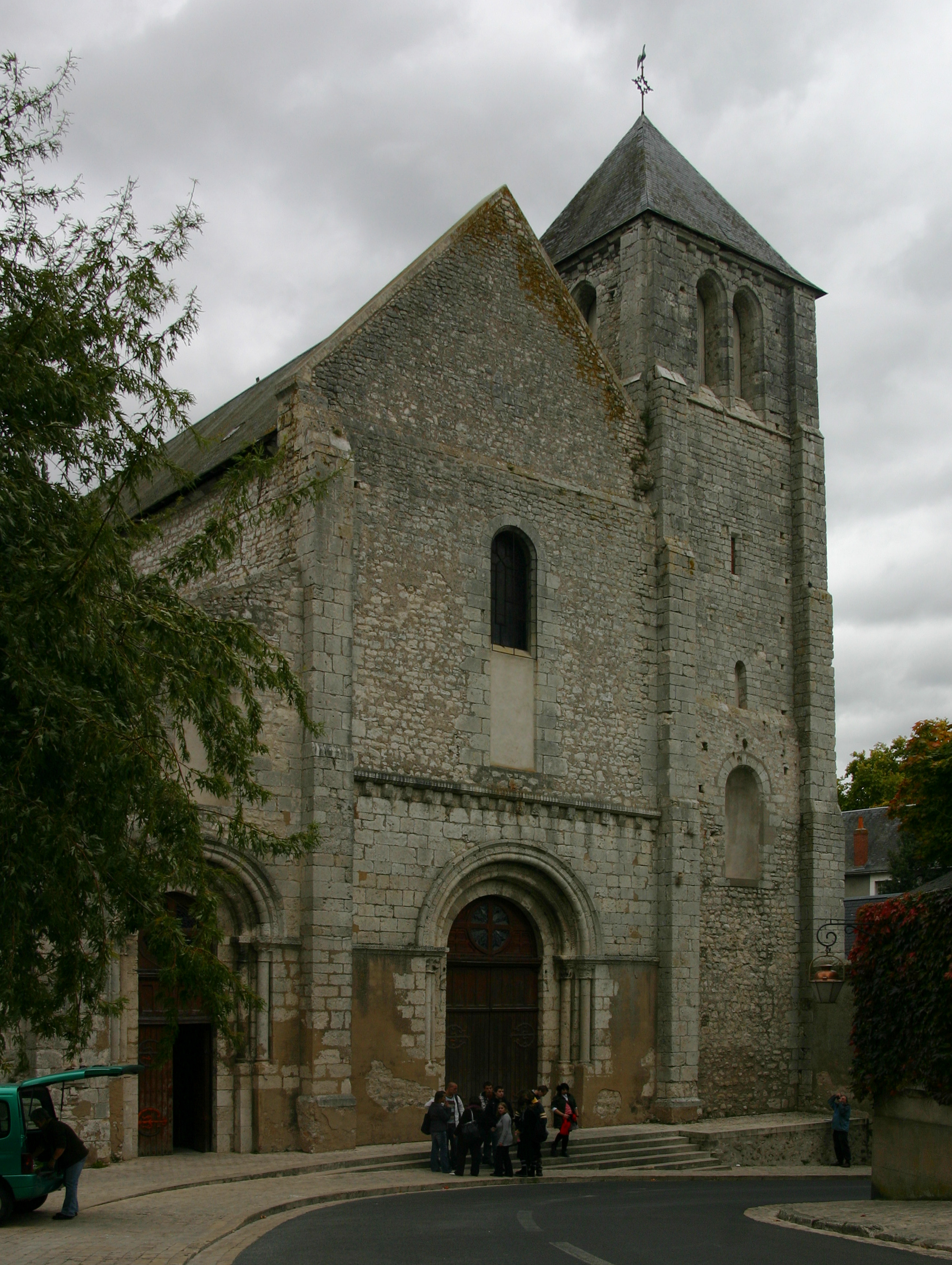
Notre-Dame de Beaugency
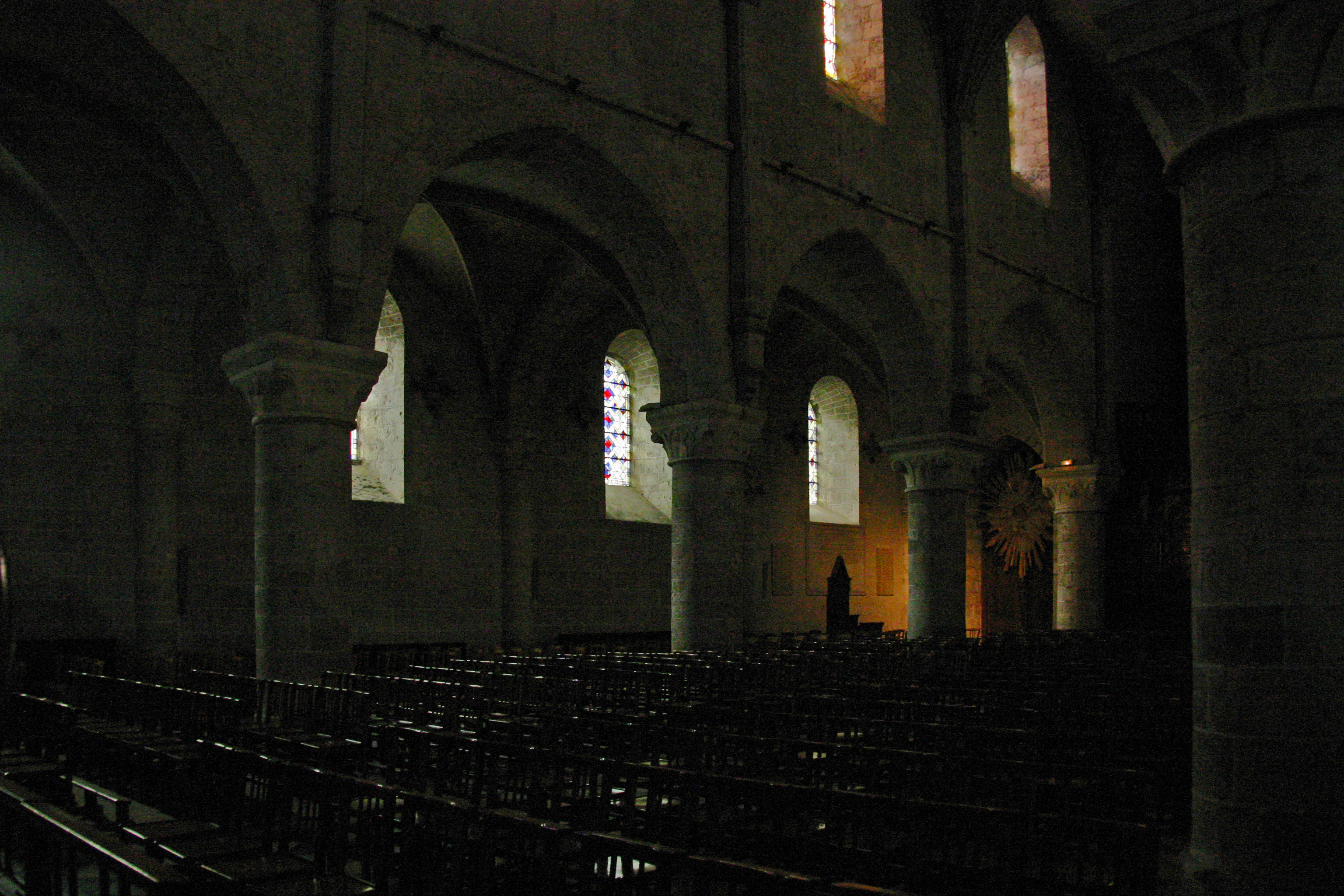
Notre-Dame de Beaugency
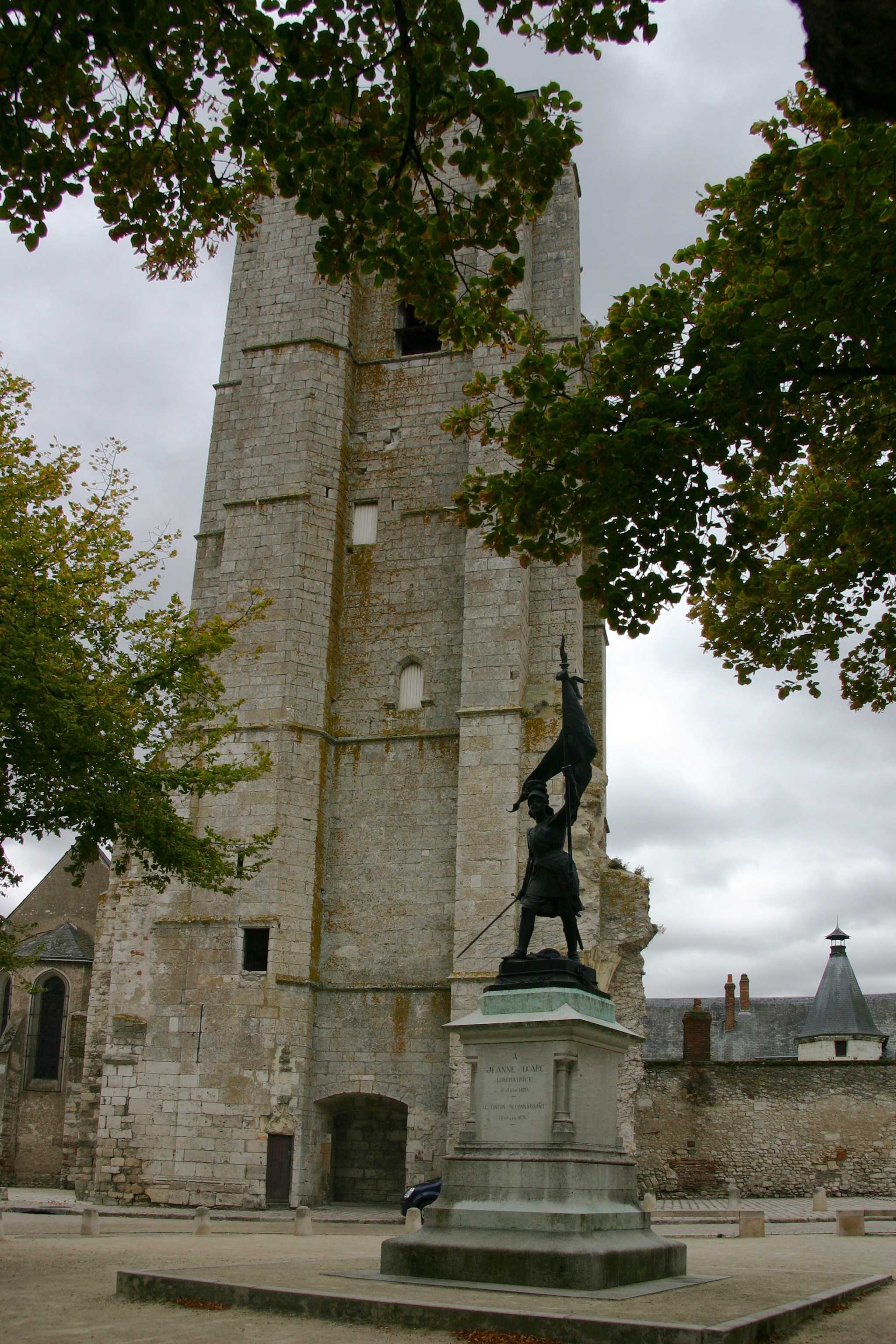
Tour Saint-Firmin